# 磁鐵礦
磁铁矿（英語：magnetite）为一种具有亚铁磁性的氧化物礦物，其富含四氧化三铁（化学式为Fe3O4，分子量为231.54）。
产于变质矿床和内生矿床中，氧化后变为赤铁矿或褐铁矿，是炼铁的主要原料。

## 特性

### 物理性質
磁鐵礦是一種黑色的氧化礦物，常於酸性火成岩中成為伴生的礦物，熔點為1591℃，沸點為2623℃。具有強磁性，但加熱至550℃後，將失去磁性。晶體結構為面心立方結構。由於比重大，常在海邊沙灘或河床中堆積，成為重砂的一部份。例如臺灣西部沙灘的重砂中，可找到許多的磁鐵礦。

### 化學性質
- 在氧氣中加熱生成氧化鐵：

{\displaystyle 4F{{e}_{3}}{{O}_{4}}+{{O}_{2}}{\overset {450{\text{-}}600{\text{°C}}}{=\!=\!=\!=\!=\!=\!=}}\ 6F{{e}_{2}}{{O}_{3}}}

## 產地
磁鐵礦為自然界廣泛分佈且蘊藏量極豐富的氧化物礦物，主要產地為：美國、墨西哥、瑞典、德國、義大利、奧地利、羅馬尼亞、俄羅斯、西伯利亞東北方、巴西。

## 用途
磨成細顆粒與水混合後，可用於去除礦物雜質過程的媒介。

## 圖片

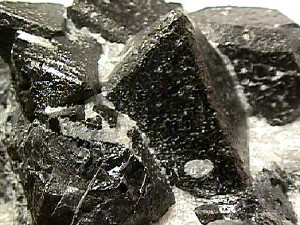
俄罗斯科拉半岛的磁铁矿
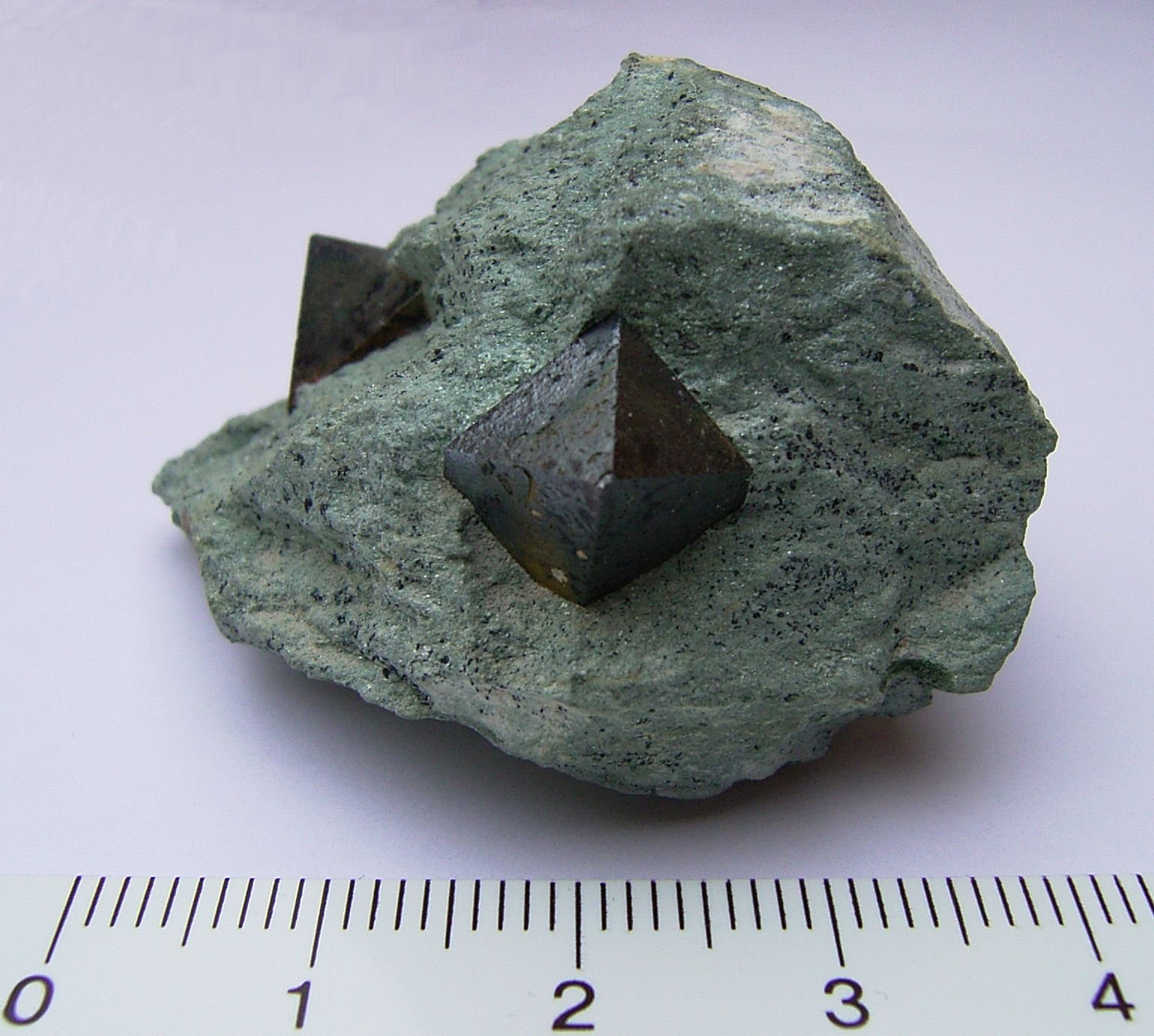
磁铁矿 (意大利波尔扎诺)
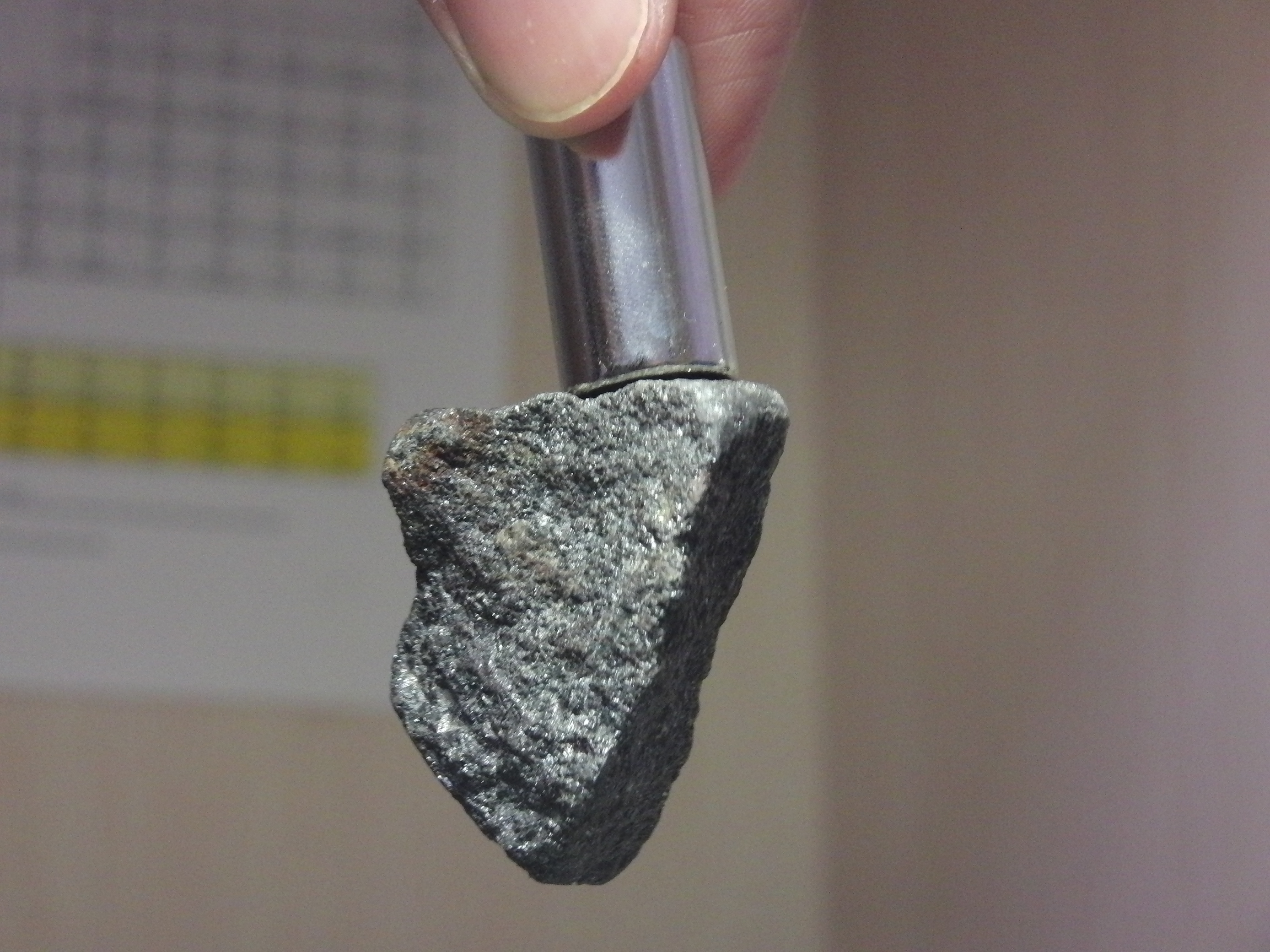
磁鐵礦被釹磁鐵所吸附著
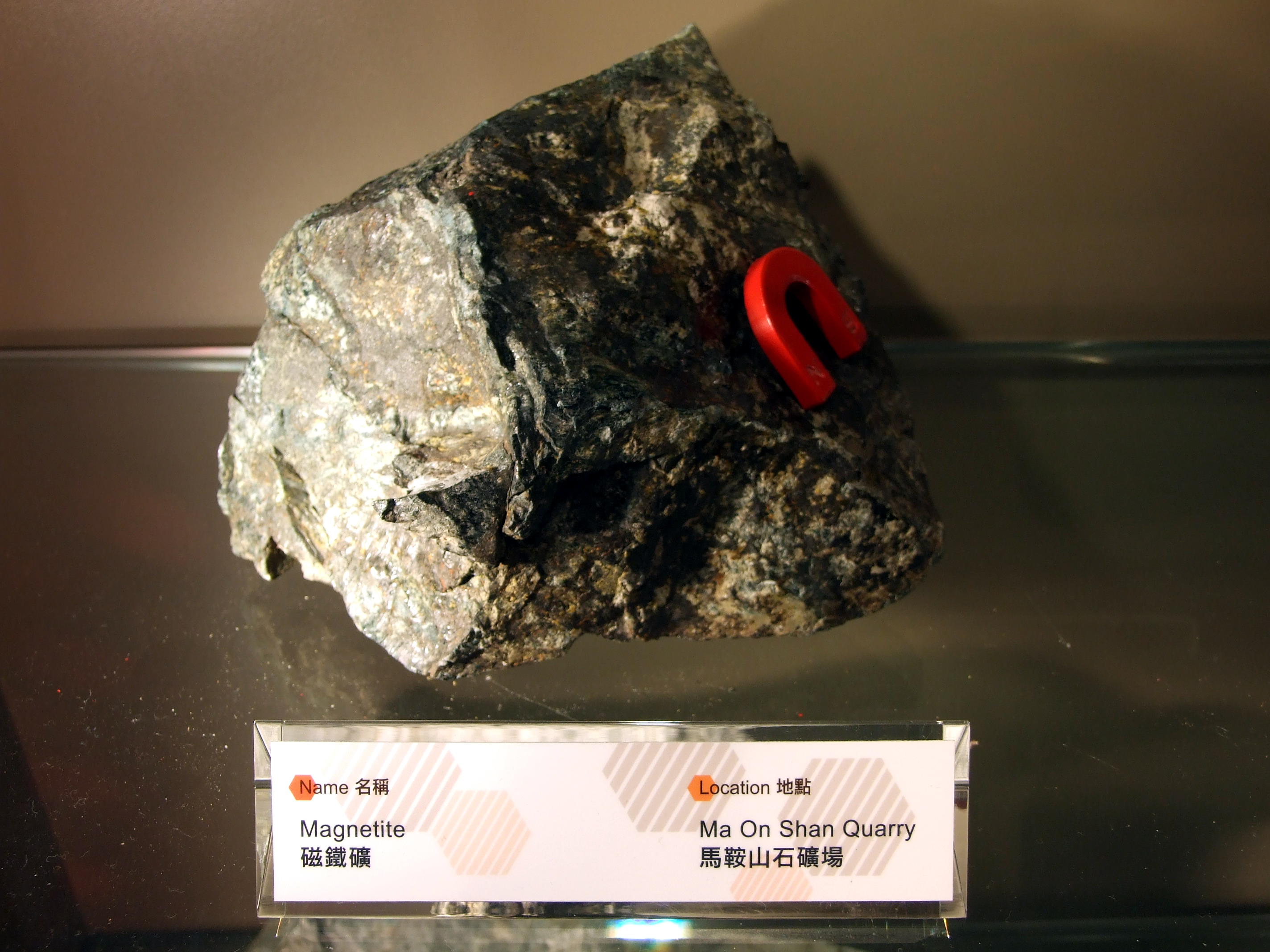
馬鞍山出產的磁鐵礦